# Þjórsárdalur

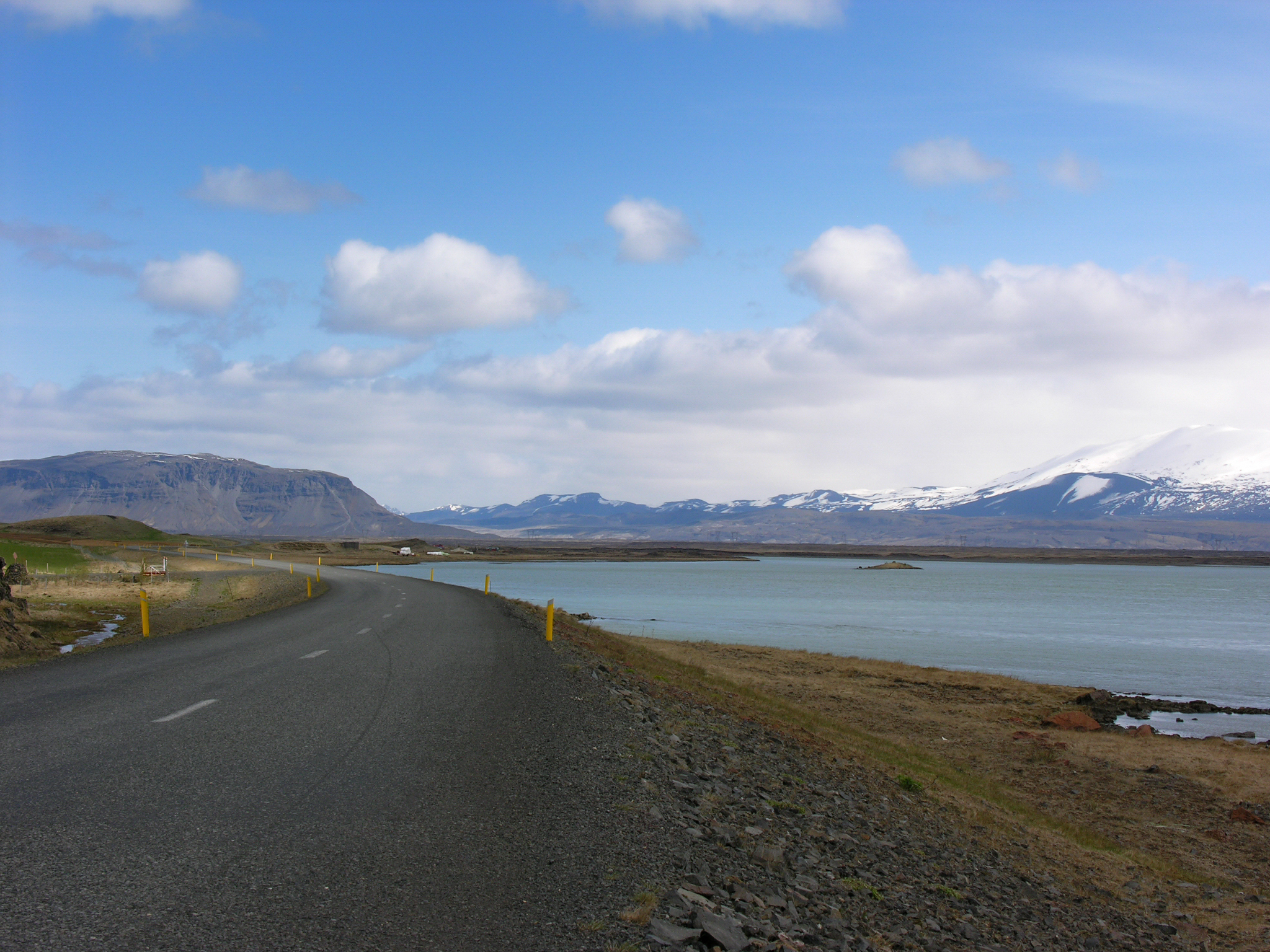
Þjórsárdalur, avec Búrfell (Þjórsárdal) à gauche et Hekla à droite.

La Þjórsárdalur ou Thjorsardalur est une vallée située dans le comté d'Árnessýsla en Islande, localisée entre le mont Búrfell (Þjórsárdal), et son fleuve Þjórsá à l'est, ainsi que le mont Skriðufell à l'ouest.

## Géographie
La vallée de Þjórsárdalur est divisée en deux parties : Rauðukamba à l'est ; et Bergólfsstaðaá (près du fleuve Sandá) à l'ouest. Entre ces deux parties est situé le mont Fossalda. La prochaine montagne à être perçue vers l'ouest se nomme Skeljafell ; après celle-ci, Sámsstaðamúli, et pour finir Búrfell (Þjórsárdal).

## Histoire
La vallée de Þjórsárdalur accueillait auparavant la fondation de petites communes, mais celles-ci furent rapidement détruites à la suite notamment d'éruptions volcaniques. Également, de nombreux épidémies ont été citées. Des archéologues se sont intéressés à Þjórsárdalur depuis 150 ans. Des ruines ont par ailleurs été découvertes dans la vallée et cette dernière est restée inhabitée jusqu'au XXe siècle. Quelques études de cette vallée peuvent être retracées depuis le milieu du XIXe siècle ; à cette époque, l'écrivain islandais Brynjúlfur Jonsson avait dessiné une carte.